# ITSP
Un Internet telephony service provider (ITSP) (Proveedor de Servicios de Telefonía por Internet) ofrece servicios de telecomunicaciones digitales basados en Voice over Internet Protocol (VoIP) que son provistos vía Internet. Básicamente, una ITSP puede ofrecer los mismos servicios que una operadora de telecomunicaciones tradicional, como llamadas nacionales e internacionales, líneas telefónicas,..., pero usando como medio la internet, y caracterizado por manejar tarifas mucho más bajas. Se espera que en unos años la mayor parte de las llamadas sean de este tipo.
Los ITSPs proveen servicios a los usuarios finales directamente, o también actúan como proveedores mayoristas para otras ITSPs.
Las ITSPs usan una variedad de protocolos de señalización y multimedia, incluyendo Session Initiation Protocol (SIP), el Media Gateway Control Protocol (MGCP), Megaco, y el protocolo H.323. H.323 es uno de los protocolors VoIP más recientes, pero su uso está declinando y es raramente usado para productos de consumidor.
Clientes minoristas de una ITSP pueden usar sets de teléfonos análogos tradicionales conectados a un analog telephony adapter (ATA) para conectarse a la red del ISTP  vía una Red de Área Local. También pueden usar teléfonos IP o conectar un PBX al servicio vía media gateways.
Los ITSPs también son llamados Proveedores VOIP.

## Historia
Antes de 2003, muchos servicios VoIP requerían que los clientes hicieran y recibieran llamadas telefónicas a través de un computador personal. Este ya no es el caso, ya que actualmente también se proveen software para llamar desde teléfonos inteligentes.

## Lista de ITSPs
Algunos ITSPs son:
- Fututel
- Alliance Voip
- Modulis.ca
- iVOIPE
- Dellmont Voip-Clones
- XO Communications
- Switch2Voip
- Skype Empresarial